# Drakbåts-EM för landslag 2004
Drakbåts-EM för landslag 2004 anordnades av EDBF i Stockton-on-Tees i Storbritannien den 30 juli till den 1 augusti. Distanserna var 250 meter, 500 meter och 2 000 meter. Det tävlades i dam-, mixed- och open-klasser på junior-, senior- och master-nivå.

## Medaljtabell
| Pl.    | Nation         | Guld | Silver | Brons | Totalt |
| ------ | -------------- | ---- | ------ | ----- | ------ |
| 1      | Ryssland       | 8    | 2      | 1     | 11     |
| 3      | Tyskland       | 7    | 8      | 2     | 17     |
| 2      | Storbritannien | 2    | 8      | 5     | 15     |
| 4      | Tjeckien       | 1    | 0      | 1     | 2      |
| 5      | Schweiz        | 0    | 0      | 2     | 2      |
| NP     | Ungern         | 0    | 0      | 0     | 0      |
| NP     | Ukraina        | 0    | 0      | 0     | 0      |
| Totalt | Totalt         | 18   | 18     | 11    | 47     |

## Medaljsammanfattning

### Premier
| Klass                  | Guld     | Silver         | Brons          |
| 250m, premier herrar   | Ryssland | Storbritannien | Tjeckien       |
| 500m, premier herrar   | Ryssland | Tyskland       | Storbritannien |
| 2 000m, premier herrar | Tjeckien | Tyskland       | Ryssland       |
| 250m, premier damer    | Ryssland | Tyskland       | Storbritannien |
| 500m, premier damer    | Ryssland | Tyskland       | Storbritannien |
| 2 000m, premier damer  | Tyskland | Ryssland       | Storbritannien |
| 250m, premier mixed    | Ryssland | Tyskland       | Schweiz        |
| 500m, premier mixed    | Ryssland | Tyskland       | Schweiz        |

### Senior
| Klass                 | Guld           | Silver         | Brons          |
| 250m, senior herrar   | Ryssland       | Tyskland       | Storbritannien |
| 500m, senior herrar   | Storbritannien | Ryssland       | Tyskland       |
| 2 000m, senior herrar | Ryssland       | Storbritannien | Tyskland       |